# Henry James Sumner Maine
Sir Henry James Sumner Maine, KCSI, FRS (15 de agosto de 1822 - 3 de febrero de 1888), fue un jurista comparativo e historiador británico del partido Whig. Es famoso por la tesis que expone en su libro 'Ancient Law' (Ley Antigua), según la cual la ley y la sociedad se desarrollaron 'del estatus al contrato'. Según esta tesis, en el mundo antiguo los individuos estaban fuertemente ligados por su estatus dentro de un grupo particular, mientras que en el mundo moderno, donde los individuos son vistos como agentes autónomos, son libres de hacer contratos y formar asociaciones con quien elijan. Debido a esta tesis, Maine puede considerarse como uno de los precursores de la antropología jurídica moderna, la historia del derecho y la sociología del derecho.

## Primeros años
Maine era hijo del Dr. James Maine, de Kelso, Roxburghshire. Se educó en Christ's Hospital, donde en 1902 se nombró una residencia estudiantil en su honor, siendo el séptimo bloque en la avenida y el tercero en el lado este. De ahí pasó al Pembroke College, Cambridge, en 1840. En Cambridge, fue reconocido como un erudito clásico y también ganó la Medalla de Oro del Canciller por poesía en 1842. Ganó una beca Craven y se graduó como el clásico principal en 1844, siendo también medallista sénior del canciller en clásicos. Fue un Apóstol de Cambridge.
Poco después, aceptó un puesto de tutor en Trinity Hall. En 1847, fue nombrado Profesor Regio de Derecho Civil, y fue llamado al colegio de abogados tres años más tarde; ocupó esta cátedra hasta 1854. Mientras tanto, en 1852, se convirtió en uno de los lectores nombrados por los Inns of Court.

## En India
Maine, sentado segundo desde la derecha, con John Lawrence, Virrey de India y otros miembros del consejo y secretarios en Simla, India, por Bourne & Shepherd, alrededor de 1864. El puesto de miembro legal del consejo en India le fue ofrecido a Maine en 1861; lo rechazó una vez, por motivos de salud. Al año siguiente, Maine fue persuadido para aceptar, y resultó que India le convenía mucho más que Cambridge o Londres. Se le pidió que prolongara sus servicios más allá del término regular de cinco años, y regresó a Inglaterra en 1869.
Los temas sobre los cuales Maine tenía el deber de asesorar al gobierno de la India eran tanto políticos como legales. Incluían problemas como el arreglo de tierras en Punjab, o la introducción del matrimonio civil para satisfacer las necesidades de hindúes no ortodoxos, hasta la cuestión de hasta qué punto se debía exigir o fomentar el estudio del persa entre los funcionarios civiles europeos. Se prepararon planes de codificación, y en gran medida se dieron forma bajo la dirección de Maine, los cuales fueron implementados por sus sucesores, Sir James Fitzjames Stephen y Dr. Whitley Stokes.
Maine se convirtió en miembro del consejo del Secretario de Estado en 1871 y permaneció así por el resto de su vida. En el mismo año, fue nombrado Caballero Comandante de la Orden de la Estrella de la India (K.C.S.I.).

## Profesor en Oxford
En 1869, Maine fue nombrado para la cátedra de jurisprudencia histórica y comparativa recién fundada en la Universidad de Oxford por el Corpus Christi College. No se requería residencia en Oxford, y la elección equivalía a una invitación al nuevo profesor para retomar y continuar a su manera el trabajo que había comenzado en 'Ancient Law'.
En 1877, la dirección de Trinity Hall, Cambridge, donde Maine había sido anteriormente tutor, quedó vacante. Había dos candidatos fuertes cuyas reivindicaciones eran tan cercanas que era difícil elegir a uno; la dificultad se resolvió con una invitación unánime a Maine para aceptar el puesto. Su aceptación implicó la renuncia a la cátedra de Oxford, aunque no a la residencia continua en Cambridge. Diez años después, fue elegido para suceder a Sir William Harcourt como Profesor Whewell de Derecho Internacional en Cambridge.
En 1886, fue elegido miembro de la Sociedad Filosófica Americana.

## Fallecimiento
La salud de Maine, que nunca había sido fuerte, se deterioró hacia finales de 1887. Siguiendo el consejo médico, viajó a la Riviera y falleció en Cannes, Francia, el 3 de febrero de 1888. Dejó una esposa, Jane, y dos hijos, de los cuales el mayor falleció poco después. Un retrato al óleo de Jane permanece en posesión de sus descendientes.

## Obras
Maine escribió periodismo en 1851 para el Morning Chronicle, editado por John Douglas Cook. Junto con Cook y otros, en 1855, fundó y editó el Saturday Review, escribiendo para él hasta 1861. Al igual que su amigo cercano James Fitzjames Stephen, disfrutaba de la escritura ocasional de artículos y nunca la abandonó completamente.
Maine contribuyó a los Cambridge Essays con un ensayo sobre el derecho romano y la educación legal, que se republicó en ediciones posteriores de Village Communities. Las conferencias impartidas por Maine para los Inns of Court fueron la base de Ancient Law (1861), el libro con el que se hizo famoso de un golpe. Su objetivo, según se indica en el prólogo, era "señalar algunas de las ideas más tempranas de la humanidad, tal como se reflejan en el derecho antiguo, y señalar la relación de esas ideas con el pensamiento moderno". Publicó la esencia de sus conferencias en Oxford: Village Communities in the East and the West (1871); Early History of Institutions (1875); Early Law and Custom (1883). En todas estas obras, se alinean los fenómenos de las sociedades en una etapa arcaica para ilustrar el proceso de desarrollo en las ideas legales y políticas (véase la libertad de contrato).
Como vicerrector de la Universidad de Calcuta, Maine comentó sobre los resultados producidos por el contacto del pensamiento oriental y occidental. Tres de estas direcciones se publicaron, total o parcialmente, en ediciones posteriores de Village Communities; la esencia de otras está en la conferencia Rede de 1875, en el mismo volumen. Un ensayo sobre India fue su contribución a la obra colectiva titulada The Reign of Queen Victoria (editor Thomas Humphry Ward, 1887).
Su breve trabajo en derecho internacional está representado por el volumen póstumo International Law (1888). Maine había publicado en 1885 su única obra de política especulativa, un volumen de ensayos sobre Popular Government, diseñado para mostrar que la democracia no es en sí misma más estable que cualquier otra forma de gobierno y que no hay una conexión necesaria entre la democracia y el progreso.
En 1886, apareció en el Quarterly Review un artículo sobre la obra póstuma de J. F. McLennan, editada y completada por su hermano, titulado "The Patriarchal Theory". El artículo, aunque no firmado por regla del Quarterly en ese momento, fue la respuesta de Maine al ataque de los hermanos McLennan a la reconstrucción histórica del sistema familiar indoeuropeo, presentada en Ancient Law y complementada en Early Law and Custom. Maine acusó a McLennan en su teoría de la sociedad primitiva de descuidar e interpretar mal la evidencia indoeuropea.
Un resumen de los escritos de Maine estaba en el memorando de Sir Mountstuart Grant Duff.